# Eilema intermixta
Eilema intermixta là một loài bướm đêm thuộc phân họ Arctiinae, họ Erebidae.